# Кулеш, Александр Владимирович
Александр Владимирович Кулеш (14 февраля 1983) — российский гребец.

## Карьера
15-ти кратный чемпион России.
Вице-чемпион мира среди юниоров 2001 года. Дуйсбург Германия.
Участник девяти чемпионатов мира. Лучший результат − 5 место (Эгебелет Франция.
Вице-чемпион Европы 2008Марафон Греция и 2014Белград Сербия годов в соревнования восьмёрок. В 2015году на чемпионате Европы стал бронзовым призёром в соревнованиях восьмёрок.
Призёр этапов кубка Мира.